# Atletica leggera ai Giochi della XXXI Olimpiade - 100 metri ostacoli

Video ufficiale della Finale

I 100 metri ostacoli hanno fatto parte del programma femminile di atletica leggera ai Giochi della XXXI Olimpiade. La competizione si è svolta nei giorni 16 e 17 agosto allo Stadio Nilton Santos di Rio de Janeiro.

## Presenze ed assenze delle campionesse in carica
Per i campionati europei si considera l'edizione del 2014.
| Competizione         | Atleta               | Prestazione | Rio 2016     |
| -------------------- | -------------------- | ----------- | ------------ |
| Olimpiadi 2012       | Sally Pearson        | 12"35       | Infortunata  |
| Commonwealth 2014    | Sally Pearson        | 12”67       | Infortunata  |
| Europei 2014         | Tiffany Porter       | 12”76       | Presente     |
| Asiatici 2014        | Wu Shuijiao          | 12”72       | Presente     |
| Panamericani 2015    | Queen Harrison       | 12”52       | 4ª ai Trials |
| Africani 2015        | Oluwatobiloba Amusan | 13”15       | Presente     |
| Mondiali 2015        | Danielle Williams    | 12”57       | Assente      |
|                      |                      |             |              |
| Mondiali junior 2012 | Morgan Snow          | 13”38       | Assente      |

## La gara
La campionessa olimpica Sally Pearson non partecipa ai Giochi perché infortunata.

Il 22 luglio la statunitense Kendra Harrison riesce a stabilire quel record che generazioni di ostacoliste avevano sempre cercato di battere: con 12”20 cancella il 12”21 della bulgara Donkova che resisteva dal lontano 1988. Purtroppo la Harrison non è presente ai Giochi perché non si è qualificata ai Trials, essendo giunta sesta.

Le americane sono comunque le maggiori pretendenti all'oro. Nei turni eliminatori Brianna Rollins è la più veloce: 12”54 in batteria e 12”47 in semifinale. Le tre americane vincono le tre semifinali (Nia Ali prevale nella seconda in 12”65 e Kristi Castlin si aggiudica la terza in 12”63).
In finale la Rollins vince con un vantaggio di 11 centesimi sulla connazionale Nia Ali. Terza l'altra americana Castlin.
La tripletta sui 100 metri ostacol è l'unica realizzata dall'atletica USA ai Giochi.

## Risultati

### Batterie
Qualificazione: i primi 3 di ogni batteria (Q) e i 6 successivi migliori tempi (q).

#### Batteria 1
| Posizione | Corsia | Atleta             | Nazionalità | Tempo  | Note    |
| --------- | ------ | ------------------ | ----------- | ------ | ------- |
| 1         | 6      | Kristi Castlin     | Stati Uniti | 12"68  | Q       |
| 2         | 8      | Anne Zagré         | Belgio      | 12"85  | Q       |
| 3         | 5      | Nooralotta Neziri  | Finlandia   | 12"88  | Q       |
| 4         | 4      | Shermaine Williams | Giamaica    | 12"95  | q       |
| 5         | 9      | Susanna Kallur     | Svezia      | 13"04  |         |
| 6         | 2      | Caridad Jerez      | Spagna      | 13"26  |         |
| 7         | 7      | Katy Sealy         | Belize      | 15"79  |         |
|           | 3      | Mulern Jean        | Haiti       | Squal. | R168.7b |

#### Batteria 2
| Posizione | Corsia | Atleta                | Nazionalità | Tempo | Note |
| --------- | ------ | --------------------- | ----------- | ----- | ---- |
| 1         | 4      | Nia Ali               | Stati Uniti | 12"76 | Q    |
| 2         | 9      | Phylicia George       | Canada      | 12"83 | Q    |
| 3         | 7      | Pedrya Seymour        | Bahamas     | 12"85 | Q    |
| 4         | 5      | Wu Shuijiao           | Cina        | 13"03 |      |
| 5         | 3      | Maila Machado         | Brasile     | 13"09 |      |
| 6         | 6      | Michelle Jenneke      | Australia   | 13"26 |      |
| 7         | 2      | Ekaterina Poplavskaya | Bielorussia | 13"45 |      |
| 8         | 8      | Beate Schrott         | Austria     | 13"47 |      |

#### Batteria 3
| Posizione | Corsia | Atleta                | Nazionalità | Tempo | Note |
| --------- | ------ | --------------------- | ----------- | ----- | ---- |
| 1         | 2      | Cindy Ofili           | Regno Unito | 12"75 | Q    |
| 2         | 5      | Nadine Hildebrand     | Germania    | 12"84 | Q    |
| 3         | 6      | Isabelle Pedersen     | Norvegia    | 12"86 | Q    |
| 4         | 8      | Andrea Ivančević      | Croazia     | 12"90 | q    |
| 5         | 7      | Brigitte Merlano      | Colombia    | 13"09 |      |
| 6         | 3      | Angela Whyte          | Canada      | 13"09 |      |
| 7         | 4      | Elisavet Pesiridou    | Grecia      | 13"10 |      |
| 8         | 9      | Anastassiya Pilipenko | Kazakistan  | 13"29 |      |

#### Batteria 4
| Posizione | Corsia | Atleta           | Nazionalità  | Tempo | Note |
| --------- | ------ | ---------------- | ------------ | ----- | ---- |
| 1         | 6      | Cindy Roleder    | Germania     | 12"86 | Q    |
| 2         | 9      | Tiffany Porter   | Regno Unito  | 12"87 | Q    |
| 3         | 4      | Nickiesha Wilson | Giamaica     | 12"89 | Q    |
| 4         | 2      | Clélia Reuse     | Svizzera     | 12"91 | q    |
| 5         | 3      | Cindy Billaud    | Francia      | 12"98 | q    |
| 6         | 8      | Kierre Beckles   | Barbados     | 13"01 |      |
| 7         | 5      | Hanna Plotitsyna | Ucraina      | 13"12 |      |
| 8         | 7      | Marthe Koala     | Burkina Faso | 13"41 |      |

#### Batteria 5
| Posizione | Corsia | Atleta                | Nazionalità | Tempo | Note |
| --------- | ------ | --------------------- | ----------- | ----- | ---- |
| 1         | 4      | Jasmine Camacho-Quinn | Porto Rico  | 12"70 | Q    |
| 2         | 5      | Alina Talay           | Bielorussia | 12"74 | Q    |
| 3         | 7      | Pamela Dutkiewicz     | Germania    | 12"90 | Q    |
| 4         | 2      | Nikkita Holder        | Canada      | 12"92 | q    |
| 5         | 6      | Oluwatobiloba Amusan  | Nigeria     | 12"99 | q    |
| 6         | 8      | Karolina Koleczek     | Polonia     | 13"04 |      |
| 7         | 9      | Oksana Shkurat        | Ucraina     | 13"22 |      |
| 8         | 3      | Yvette Lewis          | Panama      | 13"35 |      |

#### Batteria 6
| Posizione | Corsia | Atleta                | Nazionalità        | Tempo | Note |
| --------- | ------ | --------------------- | ------------------ | ----- | ---- |
| 1         | 3      | Brianna Rollins       | Stati Uniti        | 12"54 | Q    |
| 2         | 8      | Megan Tapper          | Giamaica           | 12"81 | Q    |
| 3         | 6      | Sandra Gomis          | Francia            | 13"04 | Q    |
| 4         | 4      | Nadine Visser         | Paesi Bassi        | 13"07 |      |
| 5         | 9      | Fabiana Moraes        | Brasile            | 13"22 |      |
| 6         | 5      | Valentina Kibalnikova | Uzbekistan         | 13"29 |      |
| 7         | 2      | Olena Yanovska        | Ucraina            | 13"32 |      |
|           | 7      | Reïna-Flor Okori      | Guinea Equatoriale | NP    |      |

### Semifinali
Qualificazione: i primi 2 di ogni batteria (Q) e i 2 successivi migliori tempi (q).

#### Semifinale 1
| Posizione | Corsia | Atleta             | Nazionalità | Tempo | Note |
| --------- | ------ | ------------------ | ----------- | ----- | ---- |
| 1         | 7      | Brianna Rollins    | Stati Uniti | 12"47 | Q    |
| 2         | 9      | Pedrya Seymour     | Bahamas     | 12"64 | Q    |
| 3         | 5      | Cindy Roleder      | Germania    | 12"69 | q    |
| 4         | 4      | Tiffany Porter     | Regno Unito | 12"82 | q    |
| 5         | 2      | Shermaine Williams | Giamaica    | 12"86 |      |
| 6         | 3      | Andrea Ivančević   | Croazia     | 12"93 |      |
| 7         | 8      | Sandra Gomis       | Francia     | 13"23 |      |
| 8         | 6      | Alina Talay        | Bielorussia | 13"66 |      |

#### Semifinale 2
| Posizione | Corsia | Atleta                | Nazionalità | Tempo  | Note    |
| --------- | ------ | --------------------- | ----------- | ------ | ------- |
| 1         | 5      | Nia Ali               | Stati Uniti | 12"65  | Q       |
| 2         | 6      | Phylicia George       | Canada      | 12"77  | Q       |
| 3         | 3      | Oluwatobiloba Amusan  | Nigeria     | 12"91  |         |
| 4         | 4      | Nadine Hildebrand     | Germania    | 12"95  |         |
| 5         | 2      | Clélia Reuse          | Svizzera    | 12"96  |         |
| 6         | 8      | Nooralotta Neziri     | Finlandia   | 13"04  |         |
| 7         | 9      | Nickiesha Wilson      | Giamaica    | 13"14  |         |
|           | 7      | Jasmine Camacho-Quinn | Porto Rico  | Squal. | R168.7b |

#### Semifinale 3
| Posizione | Corsia | Atleta            | Nazionalità | Tempo  | Note |
| --------- | ------ | ----------------- | ----------- | ------ | ---- |
| 1         | 4      | Kristi Castlin    | Stati Uniti | 12"63  | Q    |
| 2         | 6      | Cindy Ofili       | Regno Unito | 12"71  | Q    |
| 3         | 9      | Isabelle Pedersen | Norvegia    | 12"88  |      |
| 4         | 8      | Pamela Dutkiewicz | Germania    | 12"92  |      |
| 5         | 7      | Megan Tapper      | Giamaica    | 12"95  |      |
| 6         | 2      | Cindy Billaud     | Francia     | 13"03  |      |
|           | 3      | Nikkita Holder    | Canada      | Squal. |      |
|           | 5      | Anne Zagré        | Belgio      | Squal. |      |

### Finale
| Record mondiale | Kendra Harrison | 12"20 | Londra | 22 luglio 2016 |
| Record olimpico | Sally Pearson   | 12"35 | Londra | 7 agosto 2012  |

Mercoledì 17 agosto, ore 22:55. 
| Pos.    | Corsia | Atleta          | Età | Nazione       | Tempo | Note |
| ------- | ------ | --------------- | --- | ------------- | ----- | ---- |
| Oro     | 6      | Brianna Rollins | 25  | Stati Uniti   | 12"48 |      |
| Argento | 4      | Nia Ali         | 28  | Stati Uniti   | 12"59 |      |
| Bronzo  | 7      | Kristi Castlin  | 28  | Stati Uniti   | 12"61 |      |
| 4       | 8      | Cindy Ofili     | 22  | Gran Bretagna | 12"63 |      |
| 5       | 2      | Cindy Roleder   | 27  | Germania      | 12"74 |      |
| 6       | 5      | Pedrya Seymour  | 21  | Bahamas       | 12"76 |      |
| 6       | 3      | Tiffany Porter  | 29  | Gran Bretagna | 12"76 |      |
| 8       | 9      | Phylicia George | 29  | Canada        | 12"89 |      |